# Kleine Indische trap
De kleine Indische trap (Sypheotides indicus) is een vogel uit de familie van de trappen (Otididae). Het is een bedreigde, endemische vogelsoort in India.

## Kenmerken

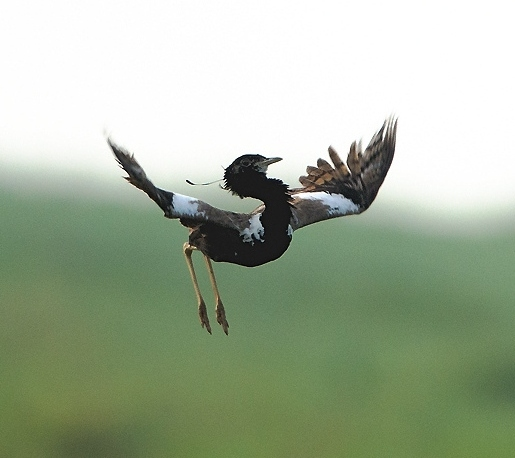
Baltsend mannetje kleine Indische trap

Het mannetje is 46 cm lang, het vrouwtje 51 cm. Een bijzonder kenmerk, dat bij andere trappen ontbreekt, vormen in de broedtijd de zwarte sierveren achterop de kop bij het mannetje. Verder lijkt deze trap op de baardtrap (Houbaropsis bengalensis), maar hij is kleiner, met een dunnere nek en de witte band over de vleugels reikt over de schouders. Het vrouwtje is overwegend warm bruin met donkere vlekjes, en een lichtbruine vlek op de vleugels. Zij heeft geen sierpluimen. Buiten de broedtijd lijkt het mannetje op het vrouwtje, maar de lichte vlek op de vleugels blijft veel duidelijker zichtbaar.

## Verspreiding en leefgebied
Deze soort is endemisch in India met broedgebieden in de deelstaten Gujarat, Rajasthan, Maharashtra (het district Akola), Madhya Pradesh en Andhra Pradesh. Buiten de broedtijd wordt de vogel ook in andere delen van India gezien en ook in Nepal. Het leefgebied bestaat uit droge, natuurlijke graslanden met verspreid struikgewas. Er zijn ook waarnemingen in agrarisch gebied waar katoen en gierst wordt verbouwd.

## Status
De grootte van de populatie werd in 2017 door BirdLife International geschat circa 1500 individuen en de populatie-aantallen nemen af. De vogel werd vroeger intensief bejaagd, zowel voor consumptie als wel als jachttrofee (vooral de mannetjes). Sinds de jaren 1990 is habitatverlies de meest bedreigende factor. Het leefgebied wordt omgezet in gebied voor agrarisch gebruik met behulp van kunstmest en insecticiden. Ook worden gebieden overbegraasd. Om deze redenen staat deze soort als kritiek op de Rode Lijst van de IUCN.